# Campeonato de Apertura 2025 (Costa Rica)
El Campeonato Apertura 2025 es la 125.ª edición del campeonato de liga de la Primera División del fútbol costarricense, que da inicio a la temporada 2025-26.
Como novedad para esta torneo se arrancará con 10 equipos ya que los conjuntos de Guanacasteca y Santos no podrán participar debido a que ambos se les revocó la licencia por parte de la Fedefut y la UNAFUT debido a problemas administrativos por lo que no pueden competir en esta temporada.
Se dio a conocer que el dedicado de este torneo será el exfutbolista y comentarista deportivo, Hernán Morales, quién fuera futbolista durante la década de los 60's y 70's con el Cartaginés y con el Saprissa, fue parte del equipo morado que logró el hexacampeonato nacional entre 1972 y 1978. Fue seleccionado nacional participó en las eliminatorias rumbo a Alemania 1974 y Argentina 1978. Desde 1983 es comentarista deportivo especialmente en Repretel y radio Monumental, donde ha cubierto eventos deportivos como mundiales de fútbol, Juegos Olímpicos y Campeonato Nacional.

## Sistema de competición
El torneo de la Liga Promerica está conformado en dos partes:
- Fase de clasificación: Se integra por las 18 jornadas del torneo.
- Fase final: Se integra por los partidos de semifinal y final.
- Gran final: Se integra por los partidos de final.[4]

### Fase de clasificación
En la fase de clasificación se observará el sistema de puntos. La ubicación en la tabla general está sujeta a lo siguiente:
- Por juego ganado se obtendrán tres puntos.
- Por juego empatado se obtendrá un punto.
- Por juego perdido no se otorgan puntos.

En esta fase participan los 10 clubes de la Liga Promerica jugando en cada torneo todos contra todos durante las 18 jornadas respectivas, a visita recíproca.
El orden de los clubes al final de la fase de calificación del torneo corresponderá a la suma de los puntos obtenidos por cada uno de ellos y se presentará en forma descendente. Si al finalizar las 22 jornadas del torneo, dos o más clubes estuviesen empatados en puntos, su posición en la tabla general será determinada atendiendo a los siguientes criterios de desempate:
1. Mayor diferencia positiva general de goles. Este resultado se obtiene mediante la sumatoria de los goles anotados a todos los rivales, en cada campeonato menos los goles recibidos de estos.
2. Mayor cantidad de goles a favor, anotados a todos los rivales dentro de la misma competicion.
3. Mejor puntuación particular que hayan conseguido en las confrontaciones particulares entre ellos mismos.
4. Mayor diferencia positiva particular de goles, la cual se obtiene sumando los goles de los equipos empatados y restándole los goles recibidos.
5. Mayor cantidad de goles a favor que hayan conseguido en las confrontaciones entre ellos mismos.
6. Como última alternativa, la UNAFUT realizaría un sorteo para el desempate.

### Fase final
Los cuatro clubes calificados para esta fase del torneo serán reubicados de acuerdo con el lugar que ocupen en la tabla general al término de la jornada 18, con el puesto del número uno al club mejor clasificado, y así hasta el número cuatro. Los partidos a esta fase se desarrollarán a visita, en las siguientes etapas:
- Semifinales
- Final

Los clubes vencedores en los partidos de semifinal serán aquellos que en los dos juegos anoten el mayor número de goles. De existir empate en el número de goles anotados, la posición se definirá a favor del club con mayor cantidad de goles a favor cuando actúe como visitante. Si persiste la igualdad en los marcadores, se darán treinta minutos de tiempo suplementario en los cuales ya no valdría la regla de gol de visita. Los equipos tendrán derecho a una sustitución adicional y si vuelve a haber empate, los lanzamientos desde el punto de penal definirán al vencedor.
Los partidos de semifinales se jugarán de la siguiente manera:
En la final participarán los dos clubes vencedores de las semifinales, donde el equipo que cierra la serie será aquel que haya conseguido la mejor posición en la tabla. El ganador se asegura un lugar a la gran final en caso de ser un equipo distinto al que finalizó líder de la fase regular.

### Gran final
Disputará el título, mediante una gran final, el club que haya superado las dos series incluyendo al conjunto que fue líder de la fase general. Esta última etapa puede evitarse si el equipo líder de fase general fue el ganador de la final, quedando campeón de forma automática. Para la gran final, la regla de gol de visita ya no tendría efecto.

### Ascenso y descenso
| Pos. | Descendido de 1.ª División |
| ---- | -------------------------- |
| 12.º | Santa Ana F.C.             |

| Pos. | Ascendido de 2.ª División |
| ---- | ------------------------- |
| 1.º  | Guadalupe                 |

## Equipos participantes

### Equipos por provincia
Para la temporada 2025-26, la provincia con más equipos en la Primera División es San José  con cuatro.
| Saprissa Sporting Herediano Alajuelense Guadalupe San Carlos Pérez Zeledón Liberia Cartaginés Puntarenas |

| Provincia  | N.º | Equipos                                            |
| ---------- | --- | -------------------------------------------------- |
| San José   | 4   | Pérez Zeledón, Saprissa, Sporting y Guadalupe F.C. |
| Alajuela   | 2   | Alajuelense y San Carlos                           |
| Cartago    | 1   | Cartaginés                                         |
| Guanacaste | 1   | Municipal Liberia                                  |
| Heredia    | 1   | Herediano                                          |
| Puntarenas | 1   | Puntarenas                                         |

### Información de los equipos
| Equipo         | Ciudad                   | Entrenador             | Capitán          | Estadio           | Aforo  | Proveedor       | Patrocinador principal (en la equipación) | Transmisión (televisora principal) |
| -------------- | ------------------------ | ---------------------- | ---------------- | ----------------- | ------ | --------------- | ----------------------------------------- | ---------------------------------- |
| Alajuelense    | Alajuela                 | Óscar Ramírez          | Celso Borges     | Morera Soto       | 17 700 | Umbro           | Kölbi                                     |                                    |
| Cartaginés     | Cartago                  | Andrés Carevic         | Cristopher Núñez | "Fello" Meza      | 12 880 | Monarca         | INS                                       |                                    |
| Herediano      | Heredia                  | Hernán Medford         | Elías Aguilar    | Carlos Alvarado   | 4 000  | Diadora         | Transcomer S. A.                          |                                    |
| Guadalupe F.C. | Guadalupe                | Fernando Palomeque     | Leonel Peralta   | "Coyella" Fonseca | 5 000  | MH Sport        | TEISA S.A.                                |                                    |
| Liberia        | Liberia                  | José Saturnino Cardozo | Christian Reyes  | Edgardo Baltodano | 6 500  | Monarca         | METROCOM                                  |                                    |
| Puntarenas     | Puntarenas               | César Alpizar          | Andrey Mora      | "Lito" Pérez      | 4 105  | Triple R Sports | Tigo                                      |                                    |
| Pérez Zeledón  | San Isidro de El General | Luis Alberto Orozco    | Bryan Segura     | Municipal         | 6 000  | Textiles JB     | Transportes Arguedas                      |                                    |
| San Carlos     | Ciudad Quesada           | Géiner Segura          | Wilmer Azofeifa  | Carlos Ugalde     | 4 500  | Monarca         | Coopelesca                                |                                    |
| Saprissa       | San Juan de Tibás        | Paulo César Wanchope   | Mariano Torres   | Ricardo Saprissa  | 20 558 | Kappa           | BAC Credomatic                            |                                    |
| Sporting       | Pavas                    | Minor Díaz             | Leonel Moreira   | Ernesto Rohrmoser | 3 000  | Eletto sport    | Banco Nacional                            |                                    |

#### Relevo de entrenadores
| Equipo    | Entrenador (Jornadas)    | Fecha de vacante | Tipo de despido       | Posición en la tabla | Entrenador entrante | Fecha de nombramiento |
| --------- | ------------------------ | ---------------- | --------------------- | -------------------- | ------------------- | --------------------- |
| Herediano | Pablo Salazar (1-2)      | 7 de agosto      | Rescisión de contrato | 7                    | Hernán Medford      | 11 de agosto          |
| Sporting  | Luis Antonio Marín (1-4) | 17 de agosto     | Rescisión de contrato | 10                   | Minor Díaz          | 18 de agosto          |

## Estadios
|                                                                                              |                                                                                         |                                                                                   |
|                                                                                              |                                                                                         |                                                                                   |
| Estadio Ricardo Saprissa Ciudad: Tibás, San José Capacidad: 21 456 Club: Saprissa            | Estadio Morera Soto Ciudad: Alajuela Capacidad: 17 700 Club: Alajuelense                | Estadio "Fello" Meza Ciudad: Cartago Capacidad: 8 831 Club: Cartaginés            |
|                                                                                              |                                                                                         |                                                                                   |
| Estadio Carlos Alvarado Ciudad: Santa Bárbara, Heredia Capacidad: 4 250 Club: Herediano      | Estadio "Coyella" Fonseca Ciudad: Goicoechea, San José Capacidad: 4 200 Club: Guadalupe | Estadio "Lito" Pérez Ciudad: Puntarenas Capacidad: 4 105 Club: Puntarenas         |
|                                                                                              |                                                                                         |                                                                                   |
| Estadio Carlos Ugalde Ciudad: San Carlos, Alajuela Capacidad: 4 080 Club: San Carlos         | Estadio Municipal Ciudad: Pérez Zeledón, San José Capacidad: 3 259 Club: Pérez Zeledón  | Estadio Ernesto Rohrmoser Ciudad: Pavas, San José Capacidad: 3 000 Club: Sporting |
|                                                                                              |                                                                                         |                                                                                   |
| Estadio Edgardo Baltodano Briceño Ciudad: Liberia, Guanacaste Capacidad: 6 500 Club: Liberia |                                                                                         |                                                                                   |

## Justicia deportiva
Los árbitros de cada partido son designados por una comisión creada para tal objetivo e integrada por representantes de la Federación Costarricense de Fútbol. Para este torneo, los colegiados de la categoría son los siguientes (se muestra entre paréntesis su nombramiento internacional y el año desde que recibieron la distinción). Los árbitros que no pasen las pruebas físicas previo al inicio del torneo serán excluidos del mismo por un periodo determinado hasta que logren la aprobación.
- Adrián Chinchilla Chaves
- Brayan Cruz Miranda
- Cristian Rodríguez Rodríguez
- Keylor Herrera Villalobos (árbitro FIFA) (2019)
- Marianela Araya
- Andrey Vega Chinchilla
- Anthony Bravo Quirós
- Jesús Montero Fuentes
- Reinaldo Sequeira Fallas
- Allen Quirós Núñez
- Pablo Camacho
- Rigo Prendas González
- Danny Lobo Rodríguez
- David Gómez Araya
- Geiner Zúñiga Molina
- Benjamín Pineda (árbitro FIFA) (2019)
- Carlos Salazar Obando
- Christian Hernández Arias
- Jimmy Torres Taylor
- Juan Gabriel Calderón (árbitro FIFA) (2017)
- Steven Madrigal Fallas
- William Matus Vargas

### Uniformes
| Uniforme Arbitral Rosa | Uniforme Arbitral Amarillo | Uniforme Arbitral Naranja | Uniforme Arbitral Gris |

## Fase de clasificación

### Tabla de posiciones
| Pos. | Equipo             | Pts. | PJ | G | E | P | GF | GC | Dif. |  |
| ---- | ------------------ | ---- | -- | - | - | - | -- | -- | ---- |  |
| 1    | Municipal Liberia  | 8    | 4  | 2 | 2 | 0 | 7  | 4  | +3   |  |
| 2    | C. S. Cartaginés   | 7    | 4  | 2 | 1 | 1 | 4  | 1  | +3   |  |
| 3    | C. S. Herediano    | 7    | 4  | 2 | 1 | 1 | 5  | 4  | +1   |  |
| 4    | L. D. Alajuelense  | 7    | 4  | 2 | 1 | 1 | 3  | 2  | +1   |  |
| 5    | Deportivo Saprissa | 7    | 4  | 2 | 1 | 1 | 5  | 5  | 0    |  |
| 6    | Guadalupe F.C.     | 5    | 4  | 1 | 2 | 1 | 3  | 3  | 0    |  |
| 7    | Puntarenas F. C.   | 4    | 4  | 1 | 1 | 2 | 6  | 6  | 0    |  |
| 8    | Pérez Zeledón      | 4    | 4  | 1 | 1 | 2 | 5  | 6  | −1   |  |
| 9    | A. D. San Carlos   | 4    | 4  | 1 | 1 | 2 | 3  | 6  | −3   |  |
| 10   | Sporting F. C.     | 1    | 4  | 0 | 1 | 3 | 3  | 6  | −3   |  |

 Fuente: Liga Promerica
|  | Clasifica a gran final   |
|  | Clasifica a semifinales. |
|  | Último lugar.            |

### Evolución
| Jornada        | 1  | 2  | 3  | 4  | 5 | 6 | 7 | 8 | 9 | 10 | 11 | 12 | 13 | 14 | 15 | 16 | 17 | 18 |
| -------------- | -- | -- | -- | -- | - | - | - | - | - | -- | -- | -- | -- | -- | -- | -- | -- | -- |
| Liberia        | 4  | 3  | 1  | 1  |   |   |   |   |   |    |    |    |    |    |    |    |    |    |
| Cartaginés     | 7  | 5  | 2  | 2  |   |   |   |   |   |    |    |    |    |    |    |    |    |    |
| Herediano      | 5  | 7  | 6  | 3  |   |   |   |   |   |    |    |    |    |    |    |    |    |    |
| Alajuelense    | 2  | 2  | 3  | 4  |   |   |   |   |   |    |    |    |    |    |    |    |    |    |
| Saprissa       | 3  | 1  | 4  | 5  |   |   |   |   |   |    |    |    |    |    |    |    |    |    |
| Guadalupe F.C. | 6  | 9  | 7  | 6  |   |   |   |   |   |    |    |    |    |    |    |    |    |    |
| Puntarenas     | 10 | 4  | 8  | 7  |   |   |   |   |   |    |    |    |    |    |    |    |    |    |
| Pérez Zeledón  | 8  | 8  | 5  | 8  |   |   |   |   |   |    |    |    |    |    |    |    |    |    |
| San Carlos     | 1  | 6  | 9  | 9  |   |   |   |   |   |    |    |    |    |    |    |    |    |    |
| Sporting       | 9  | 10 | 10 | 10 |   |   |   |   |   |    |    |    |    |    |    |    |    |    |

### Resumen de resultados
| Local / Visita     | SCA   | CSC   | CSH   | SAP   | LIB   | LDA   | GFC   | MPZ   | PFC   | SPO   |
| ------------------ | ----- | ----- | ----- | ----- | ----- | ----- | ----- | ----- | ----- | ----- |
| A. D. San Carlos   |       |       |       |       | 0 - 2 |       |       |       |       |       |
| C. S. Cartaginés   |       |       |       | 3 - 0 |       |       |       |       |       |       |
| C. S. Herediano    |       |       |       |       |       |       |       | 2 - 1 | 2 - 3 |       |
| Deportivo Saprissa | 2 - 0 |       |       |       |       |       |       |       |       |       |
| Municipal Liberia  |       | 1 - 0 |       | 2 - 2 |       |       |       | 2 - 2 |       |       |
| L. D. Alajuelense  |       |       | 0 - 1 |       |       |       | 1 - 0 |       |       |       |
| Guadalupe F.C.     |       | 0 - 0 | 0 - 0 |       |       |       |       |       | 3 - 2 |       |
| Pérez Zeledón      |       |       |       | 0 - 1 |       |       |       |       |       | 2 - 1 |
| Puntarenas F. C.   | 1 - 2 |       |       |       |       | 0 - 0 |       |       |       |       |
| Sporting F. C.     | 1 - 1 | 0 - 1 |       |       |       | 1 - 2 |       |       |       |       |

|  | Victoria del equipo local     |
|  | Empate                        |
|  | Victoria del equipo visitante |

## Resultados
- El calendario de los partidos se dio a conocer el 3 de julio de 2025.
- Los horarios corresponden al tiempo de Costa Rica (UTC-6).

| Guadalupe F.C.    | 0 - 0 | C. S. Herediano    | "Coyella" Fonseca  | 24 de julio | 20:00 |  |
| Municipal Liberia | 1 - 0 | C. S. Cartaginés   | Edgardo Baltodano  | 25 de julio | 20:00 |  |
| Puntarenas F. C.  | 1 - 2 | A. D. San Carlos   | Ernesto Rohrmnoser | 26 de julio | 17:00 |  |
| Pérez Zeledón     | 0 - 1 | Deportivo Saprissa | Municipal          | 26 de julio | 18:30 |  |
| Sporting F. C.    | 1 - 2 | L. D. Alajuelense  | Ernesto Rohrmnoser | 27 de julio | 18:00 |  |

| Deportivo Saprissa | 2 - 0 | A. D. San Carlos | Ricardo Saprissa  | 1 de agosto | 20:00 |  |
| Sporting F. C.     | 0 - 1 | C. S. Cartaginés | Ernesto Rohrmoser | 2 de agosto | 18:00 |  |
| C. S. Herediano    | 2 - 3 | Puntarenas F. C. | Carlos Alvarado   | 2 de agosto | 20:00 |  |
| Municipal Liberia  | 2 - 2 | Pérez Zeledón    | Edgardo Baltodano | 3 de agosto | 15:00 |  |
| L. D. Alajuelense  | 1 - 0 | Guadalupe F.C.   | Morera Soto       | 3 de agosto | 18:00 |  |

| Guadalupe F.C.    | 3 - 2 | Puntarenas F. C.   | "Coyella" Fonseca | 9 de agosto  | 17:00 |  |
| A. D. San Carlos  | 0 - 2 | Municipal Liberia  | Carlos Ugalde     | 9 de agosto  | 19:30 |  |
| Pérez Zeledón     | 2 - 1 | Sporting F. C.     | Municipal         | 9 de agosto  | 20:00 |  |
| C. S. Cartaginés  | 3 - 0 | Deportivo Saprissa | "Fello" Meza      | 10 de agosto | 11:00 |  |
| L. D. Alajuelense | 0 - 1 | C. S. Herediano    | Morera Soto       | 10 de agosto | 17:00 |  |

| Sporting F. C.    | 1 - 1 | A. D. San Carlos   | Ernesto Rohrmnoser | 15 de agosto | 19:00 |  |
| Puntarenas F. C.  | 0 - 0 | L. D. Alajuelense  | Ernesto Rohrmnoser | 16 de agosto | 18:00 |  |
| C. S. Herediano   | 2 - 1 | Pérez Zeledón      | Carlos Alvarado    | 16 de agosto | 20:00 |  |
| Municipal Liberia | 2 - 2 | Deportivo Saprissa | Edgardo Baltodano  | 17 de agosto | 15:00 |  |
| Guadalupe F.C.    | 0 - 0 | C. S. Cartaginés   | "Coyella" Fonseca  | 17 de agosto | 18:00 |  |

| Pérez Zeledón      |  | Guadalupe F.C.    | Municipal         | 22 de agosto   | 20:00 |  |
| Puntarenas F. C.   |  | Municipal Liberia | Ernesto Rohrmoser | 23 de agosto   | 17:00 |  |
| Deportivo Saprissa |  | Sporting F. C.    | Ricardo Saprissa  | 23 de agosto   | 20:00 |  |
| A. D. San Carlos   |  | C. S. Herediano   | Carlos Ugalde     | 24 de agosto   | 18:00 |  |
| L. D. Alajuelense  |  | C. S. Cartaginés  | Morera Soto       | 3 de setiembre | 20:00 |  |

| Sporting F. C.     |  | Guadalupe F.C.    | Ernesto Rohrmoser | 29 de agosto    | 20:00 |  |
| Deportivo Saprissa |  | L. D. Alajuelense | Ricardo Saprissa  | 30 de agosto    | 20:00 |  |
| C. S. Cartaginés   |  | Puntarenas F. C.  | "Fello" Meza      | 31 de agosto    | 11:00 |  |
| C. S. Herediano    |  | Municipal Liberia | Carlos Alvarado   | 31 de agosto    | 18:00 |  |
| A. D. San Carlos   |  | Pérez Zeledón     | Carlos Ugalde     | 1 de septiembre | 19:00 |  |

| Municipal Liberia |  | Sporting F. C.     | Edgardo Baltodano | 9 de septiembre  | 17:00 |  |
| Pérez Zeledón     |  | L. D. Alajuelense  | Municipal         | 9 de septiembre  | 20:00 |  |
| Puntarenas F. C.  |  | Deportivo Saprissa | "Lito" Pérez      | 10 de septiembre | 19:00 |  |
| C. S. Cartaginés  |  | C. S. Herediano    | "Fello" Meza      | 10 de septiembre | 20:00 |  |
| Guadalupe F.C.    |  | A. D. San Carlos   | "Coyella" Fonseca | 11 de septiembre | 20:00 |  |

| Pérez Zeledón      |  | Puntarenas F. C.  | Municipal        | 13 de septiembre | 17:00 |  |
| L. D. Alajuelense  |  | Municipal Liberia | Morera Soto      | 13 de septiembre | 20:00 |  |
| Deportivo Saprissa |  | Guadalupe F.C.    | Ricardo Saprissa | 14 de septiembre | 11:00 |  |
| C. S. Herediano    |  | Sporting F. C.    | Carlos Alvarado  | 14 de septiembre | 18:00 |  |
| A. D. San Carlos   |  | C. S. Cartaginés  | Carlos Ugalde    | 14 de septiembre | 18:00 |  |

| Sporting F. C.    |  | Puntarenas F. C.   | Ernesto Rohrmoser | 16 de septiembre | 18:00 |  |
| L. D. Alajuelense |  | A. D. San Carlos   | Morera Soto       | 16 de septiembre | 20:00 |  |
| C. S. Herediano   |  | Deportivo Saprissa | Carlos Alvarado   | 17 de septiembre | 20:00 |  |
| Guadalupe F.C.    |  | Municipal Liberia  | "Coyella" Fonseca | 18 de septiembre | 17:00 |  |
| C. S. Cartaginés  |  | Pérez Zeledón      | "Fello" Meza      | 18 de septiembre | 20:00 |  |

## Fase final

### Cuadro de desarrollo
|  | Semifinales                               | Semifinales                               | Semifinales                               | Semifinales                               | Semifinales                               |  |  | Final                                          | Final                                          | Final                                          | Final                                          | Final                                          |  |  | Gran Final                                     | Gran Final                                     | Gran Final                                     | Gran Final                                     | Gran Final                                     |  |
|  | 3 diciembre (ida) 7 de diciembre (vuelta) | 3 diciembre (ida) 7 de diciembre (vuelta) | 3 diciembre (ida) 7 de diciembre (vuelta) | 3 diciembre (ida) 7 de diciembre (vuelta) | 3 diciembre (ida) 7 de diciembre (vuelta) |  |  | 10 de diciembre (ida) 14 de diciembre (vuelta) | 10 de diciembre (ida) 14 de diciembre (vuelta) | 10 de diciembre (ida) 14 de diciembre (vuelta) | 10 de diciembre (ida) 14 de diciembre (vuelta) | 10 de diciembre (ida) 14 de diciembre (vuelta) |  |  | 17 de diciembre (ida) 21 de diciembre (vuelta) | 17 de diciembre (ida) 21 de diciembre (vuelta) | 17 de diciembre (ida) 21 de diciembre (vuelta) | 17 de diciembre (ida) 21 de diciembre (vuelta) | 17 de diciembre (ida) 21 de diciembre (vuelta) |  |
|  |                                           |                                           |                                           |                                           |                                           |  |  |                                                |                                                |                                                |                                                |                                                |  |  |                                                |                                                |                                                |                                                |                                                |  |
|  |                                           |                                           |                                           |                                           |                                           |  |  |                                                |                                                |                                                |                                                |                                                |  |  |                                                |                                                |                                                |                                                |                                                |  |
|  | 1                                         |                                           |                                           |                                           |                                           |  |  |                                                |                                                |                                                |                                                |                                                |  |  |                                                |                                                |                                                |                                                |                                                |  |
|  |                                           |                                           |                                           |                                           |                                           |  |  |                                                |                                                |                                                |                                                |                                                |  |  |                                                |                                                |                                                |                                                |                                                |  |
|  | 4                                         |                                           |                                           |                                           |                                           |  |  |                                                |                                                |                                                |                                                |                                                |  |  |                                                |                                                |                                                |                                                |                                                |  |
|  |                                           | F1                                        |                                           |                                           |                                           |  |  |                                                |                                                |                                                |                                                |                                                |  |  |                                                |                                                |                                                |                                                |                                                |  |
|  |                                           |                                           |                                           |                                           |                                           |  |  |                                                |                                                |                                                |                                                |                                                |  |  |                                                |                                                |                                                |                                                |                                                |  |
|  |                                           |                                           | F2                                        |                                           |                                           |  |  |                                                |                                                |                                                |                                                |                                                |  |  |                                                |                                                |                                                |                                                |                                                |  |
|  | 2                                         |                                           |                                           |                                           |                                           |  |  |                                                |                                                |                                                |                                                |                                                |  |  |                                                |                                                |                                                |                                                |                                                |  |
|  |                                           |                                           |                                           |                                           |                                           |  |  |                                                |                                                |                                                |                                                |                                                |  |  |                                                |                                                |                                                |                                                |                                                |  |
|  | 3                                         |                                           |                                           |                                           |                                           |  |  |                                                |                                                |                                                |                                                |                                                |  |  |                                                |                                                |                                                |                                                |                                                |  |
|  |                                           |                                           |                                           |                                           |                                           |  |  |                                                | F2                                             |                                                |                                                |                                                |  |  |                                                |                                                |                                                |                                                |                                                |  |
|  |                                           |                                           |                                           |                                           |                                           |  |  |                                                |                                                |                                                |                                                |                                                |  |  |                                                |                                                |                                                |                                                |                                                |  |
|  |                                           |                                           | F1                                        |                                           |                                           |  |  |                                                |                                                |                                                |                                                |                                                |  |  |                                                |                                                |                                                |                                                |                                                |  |
|  |                                           |                                           |                                           |                                           |                                           |  |  |                                                |                                                |                                                |                                                |                                                |  |  |                                                |                                                |                                                |                                                |                                                |  |
|  |                                           |                                           |                                           |                                           |                                           |  |  |                                                |                                                |                                                |                                                |                                                |  |  |                                                |                                                |                                                |                                                |                                                |  |
|  |                                           |                                           |                                           |                                           |                                           |  |  |                                                |                                                |                                                |                                                |                                                |  |  |                                                |                                                |                                                |                                                |                                                |  |
|  |                                           |                                           |                                           |                                           |                                           |  |  |                                                |                                                |                                                |                                                |                                                |  |  |                                                |                                                |                                                |                                                |                                                |  |
|  |                                           |                                           |                                           |                                           |                                           |  |  |                                                |                                                |                                                |                                                |                                                |  |  |                                                |                                                |                                                |                                                |                                                |  |
|  |                                           |                                           |                                           |                                           |                                           |  |  |                                                |                                                |                                                |                                                |                                                |  |  |                                                |                                                |                                                |                                                |                                                |  |
|  |                                           |                                           |                                           |                                           |                                           |  |  |                                                |                                                |                                                |                                                |                                                |  |  |                                                |                                                |                                                |                                                |                                                |  |
|  |                                           |                                           |                                           |                                           |                                           |  |  |                                                |                                                |                                                |                                                |                                                |  |  |                                                |                                                |                                                |                                                |                                                |  |
|  |                                           |                                           |                                           |                                           |                                           |  |  |                                                |                                                |                                                |                                                |                                                |  |  |                                                |                                                |                                                |                                                |                                                |  |
|  |                                           |                                           |                                           |                                           |                                           |  |  |                                                |                                                |                                                |                                                |                                                |  |  |                                                |                                                |                                                |                                                |                                                |  |
|  |                                           |                                           |                                           |                                           |                                           |  |  |                                                |                                                |                                                |                                                |                                                |  |  |                                                |                                                |                                                |                                                |                                                |  |

### Semifinales

#### Clasificado 1 - Clasificado 2
|  |  | vs. |

|  |  | vs. |

#### Clasificado 3 - Clasificado 4
|  |  | vs. |

|  |  | vs. |

### Final II Fase

#### Finalista 1 - Finalista 2
|  |  | vs. |

|  |  | vs. |

### Gran Final

#### Gran Final
|  |  | vs. |

|  |  | vs. |

|                   |
|                   |
| Campeón .º título |

## Estadísticas

### Máximos goleadores
Lista con los máximos goleadores de la competencia.
| Núm. | Pos.           | Jugador             | Equipo             | Goles |
| ---- | -------------- | ------------------- | ------------------ | ----- |
| 1.º  | Delantero      | Randy Ramírez       | Municipal Liberia  | 4     |
| 2.º  | Delantero      | Marcel Hernández    | C.S. Herediano     | 3     |
| 3.º  | Centrocampista | Creishel Pérez      | L.D. Alajuelense   | 2     |
| 3.º  | Delantero      | Joao Maleck         | Guadalupe F.C.     | 2     |
| 3.º  | Defensa        | Jean Carlos Sánchez | Puntarenas F.C.    | 2     |
| 3.º  | Delantero      | Raheem Cole         | Puntarenas F.C.    | 2     |
| 7.º  | Centrocampista | Adolfo Feoli        | Sporting F.C.      | 1     |
| 7.º  | Centrocampista | Anthony López       | Pérez Zeledón      | 1     |
| 7.º  | Centrocampista | Barlon Sequeira     | Municipal Liberia  | 1     |
| 7.º  | Centrocampista | Claudio Montero     | C.S. Cartaginés    | 1     |
| 7.º  | Centrocampista | Cristopher Núñez    | C.S. Cartaginés    | 1     |
| 7.º  | Delantero      | Daniel Colindres    | Puntarenas F.C.    | 1     |
| 7.º  | Defensa        | David Herrera       | Guadalupe F.C.     | 1     |
| 7.º  | Delantero      | Deyver Vega         | Deportivo Saprissa | 1     |
| 7.º  | Delantero      | Erick Torres        | Sporting F.C.      | 1     |
| 7.º  | Delantero      | Fernando Lesme      | Municipal Liberia  | 1     |
| 7.º  | Delantero      | Gabriel Leiva       | Municipal Liberia  | 1     |
| 7.º  | Centrocampista | Joaquín Aguirre     | Pérez Zeledón      | 1     |
| 7.º  | Delantero      | Johan Venegas       | C.S. Cartaginés    | 1     |
| 7.º  | Delantero      | Jorman Aguilar      | Pérez Zeledón      | 1     |
| 7.º  | Defensa        | Kenay Myrie         | Deportivo Saprissa | 1     |
| 7.º  | Centrocampista | Kendall Porras      | Pérez Zeledón      | 1     |
| 7.º  | Defensa        | Kenner Gutiérrez    | Puntarenas F.C.    | 1     |
| 7.º  | Delantero      | Kenyel Mitchel      | L.D. Alajuelense   | 1     |
| 7.º  | Delantero      | Marco Ureña         | C.S. Cartaginés    | 1     |
| 7.º  | Centrocampista | Marvin Loría        | Deportivo Saprissa | 1     |
| 7.º  | Centrocampista | Mauricio Villalobos | Deportivo Saprissa | 1     |
| 7.º  | Delantero      | Nicolás Delgadillo  | Deportivo Saprissa | 1     |
| 7.º  | Delantero      | Rachid Chirino      | A.D. San Carlos    | 1     |
| 7.º  | Centrocampista | Randy Vega          | C.S. Herediano     | 1     |
| 7.º  | Centrocampista | Roberto Córdoba     | A.D. San Carlos    | 1     |
| 7.º  | Centrocampista | Ronaldo Araya       | C.S. Herediano     | 1     |
| 7.º  | Defensa        | William Fernández   | Pérez Zeledón      | 1     |

### Tripletes o más
| Fecha | Jugador   | Goles                       | Local |        | Resultado |         | Visitante | Jornada |
| ----- | --------- | --------------------------- | ----- | ------ | --------- | ------- | --------- | ------- |
| Fecha | ? Jugador | Anotado · Anotado · Anotado | Local | Escudo |           | Escudo  | Visita    | Jornada |
| Fecha | ? Jugador | Anotado · Anotado · Anotado | Local | Escudo |           | Escudo  | Visita    | Jornada |
| Fecha | ? Jugador | Anotado · Anotado · Anotado | Local | Escudo |           | Escudo] | Visita    | Jornada |

### Autogoles
| Fecha | Jugador   | Minuto            | Local |        | Resultado |        | Visitante | Jornada |
| ----- | --------- | ----------------- | ----- | ------ | --------- | ------ | --------- | ------- |
| Fecha | ? Jugador | Anotado · Autogol | Local | Escudo |           | Escudo | Visita    | Jornada |
| Fecha | ? Jugador | Anotado · Autogol | Local | Escudo |           | Escudo | Visita    | Jornada |